# Gambelia
Gambelia je maleni biljni rod iz porodice trpučevki , dio potporodice Antirrhinoideae. 
Sastoji se od dvije vrste bilja iz Kalifornije i sjeverozapadu Meksika. Tipična je Gambelia speciosa.

## Etimologija
Latinsko ime roda dolazi od Williama Gambela, 1823–1849, američkog prirodoslovca.

## Opis
Gambeliju definiraju njeni grmoliki habitus, kovrčasti (rijetko suprotni) listovi i crveni vjenčići. Generičko razgraničenje znatno je variralo s vrstama smještenim u Gambeliju (D. A. Sutton 1988; E. Fischer 2004) i Saccularia Kellogg (W. Rothmaler 1943) ili u kombinaciji s južnoameričkim vrstama u Galvezia Dombey ex Jussieu (P. A. Munz 1926). Većina autora prepoznaje Gambeliju kao isključivo sjevernoameričku, a Galveziju kao vrstu koja obuhvaća Južnu Ameriku i otočje Galapagos (Sutton; Fischer). Gambelia speciosa je uključena u molekularne filogenetske analize Antirrhineae od strane M. Ghebrehiwet et al. (2000) i M. Fernández-Mazuecos et al. (2013). Potonje istraživanje pokazalo je snažnu potporu prepoznavanju sjevernoameričke vrste Gambelia koja se ugnijezdila u kladu Antirrhinum koja se razlikuje od južnoameričkih vrsta Galvezia koje se ugnijezdile unutar klade Galvezia. Opseg izoenzimske, morfološke i molekularne divergencije (Sutton; W. J. Elisens i A. D. Nelson 1993; Ghebrehiwet et al.) među vrstama u ovoj kladi je u skladu s prepoznavanjem Gambelije za sjevernoameričke vrste i Galvezie za južnoameričke vrste.

## Vrste
1. Gambelia glabrata (Brandegee) D.A.Sutton
2. Gambelia juncea (Benth.) D.A.Sutton
3. Gambelia rupicola (Brandegee) D.A.Sutton
4. Gambelia speciosa Nutt.;

## Sinonimi
- Antirrhinum sect.Gambelia (Nutt.) A.Gray; (1868)
- Maurandya Benth.; (1844)
- Saccularia Kellogg; Proc. Calif. Acad 17 (1863)